# Мармелейру (Сертан)
Мармелейру (порт. Marmeleiro) — район (фрегезия) в Португалии, входит в округ Каштелу-Бранку. Является составной частью муниципалитета Сертан. По старому административному делению входил в провинцию Бейра-Байша. Входит в экономико-статистический субрегион Пиньял-Интериор-Сул, который входит в Центральный регион. Население составляет 304 человека на 2001 год. Занимает площадь 29,70 км².
Покровителем района считается Антоний Падуанский (порт. Santo António de Lisboa).